# جیمی هوگن
جیمی هوگن (هلندی: Jimmy Hogan; ۱۶ اکتبر ۱۸۸۲ – ۳۰ ژانویهٔ ۱۹۷۴) یک بازیکن فوتبال اهل بریتانیا بود.